# 惠东县
惠东县，位于中国广东省惠州市之东，由惠阳县分割，故得名，属于惠州市管辖。惠东南端有稔平半島，夾在深圳大亚湾、汕尾红海湾之間。既是广东省的海洋大县、山区县，又属珠三角经济开发区和沿海经济开发区，享受山区县、海岛经济试验区和对台小额贸易等多种优惠政策。
惠东全县陆地面积3535平方公里，海域面积3200平方公里，县人民政府驻地为平山街道。

## 历史

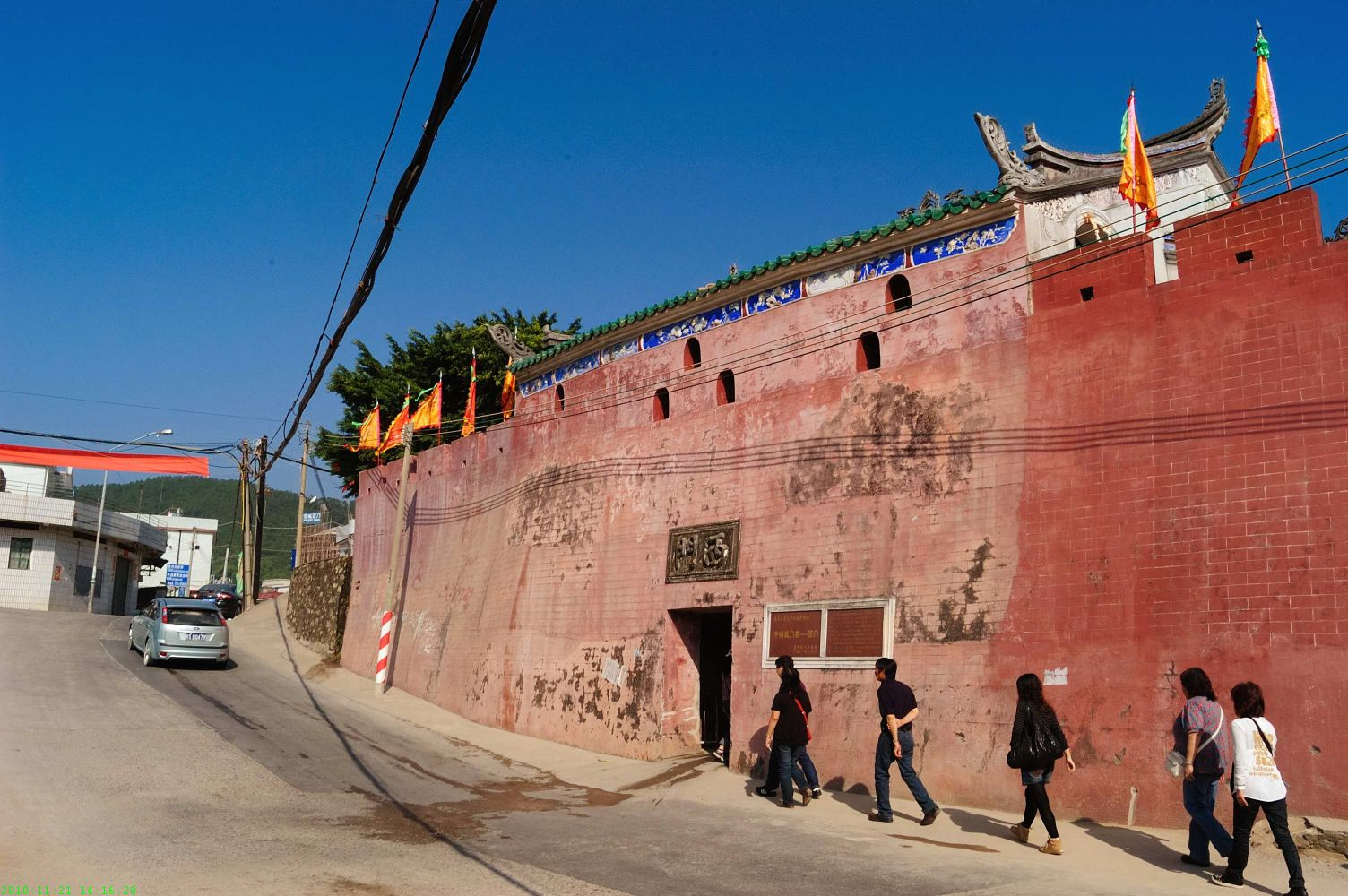
平海古城

1949年5月由惠阳县析置，同年12月15日年复并入惠阳县。1958年4月再度由惠阳县析置，同年12月再度并入惠阳县。1965年7月第三度复置。1963年以后属于惠阳专区、惠阳地区管辖，1988年属于惠州市管辖。

## 行政区划

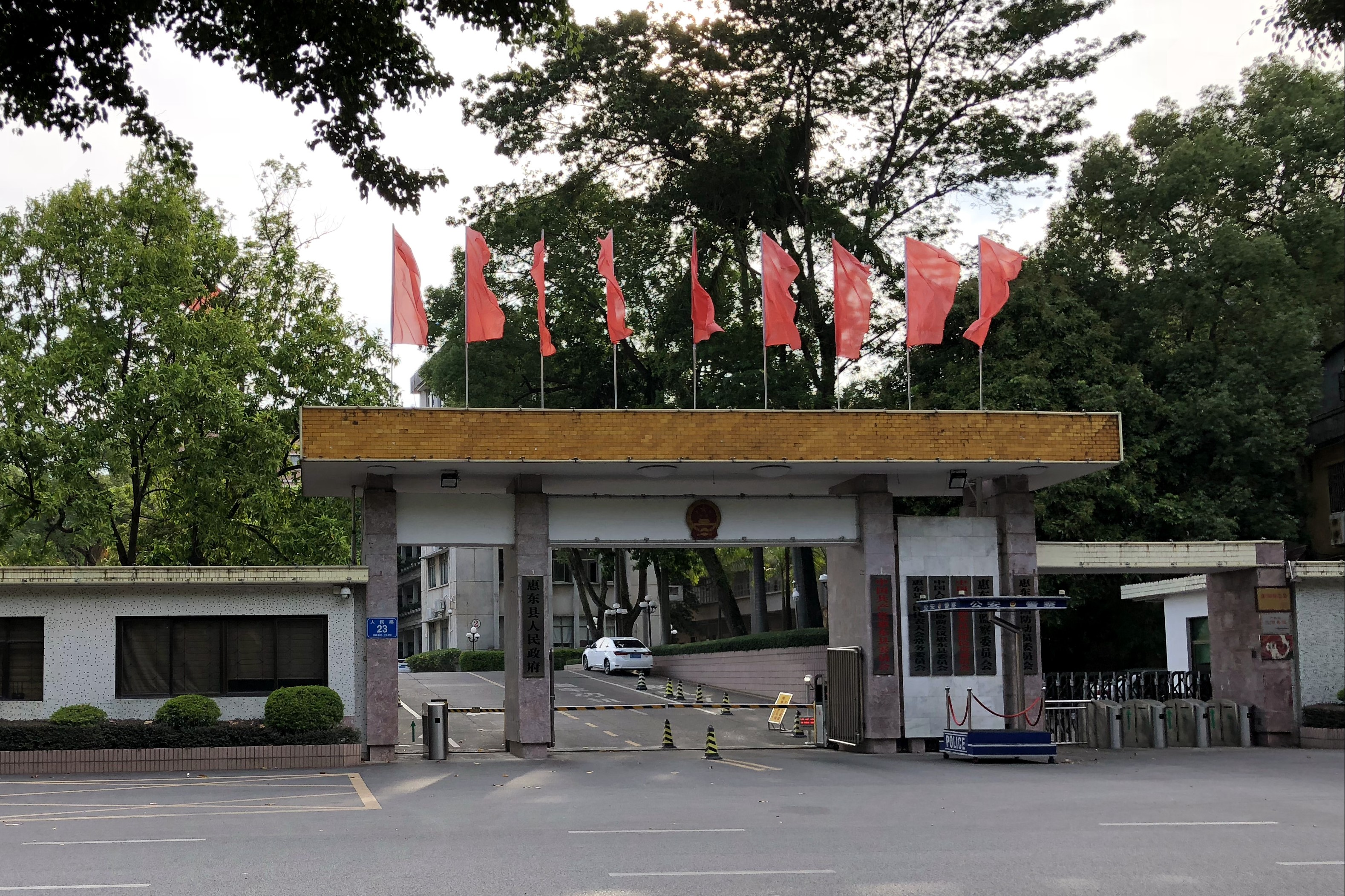
惠东县人民政府

惠东县下辖2个街道办事处、12个镇：
平山街道、大岭街道、白花镇、梁化镇、稔山镇、铁涌镇、平海镇、吉隆镇、黄埠镇、多祝镇、安墩镇、高潭镇、宝口镇、白盆珠镇、广东省惠州市国营惠东梁化林场、广东省惠州市国营惠东九龙峰林场、惠东县港口海龟湾自然保护区、莲花山白盆珠省级自然保护区、广东惠东古田省级自然保护区、惠东县珠三角产业转移园、巽寮滨海旅游渡假区和港口滨海旅游渡假区。

## 地理
惠东县位于广东省东南部、惠州市东部，地处北回归线以南，地理坐标为北纬22°32′至23°23′，东经114°33′至115°25′，总面积3528.7平方千米。
东邻深汕特别合作区，南濒南海，西接惠阳区，北界河源市紫金县。地势自东北向西南倾斜，北部属莲花山脉，多高山，为林区，最高峰莲花山海拔1337.3米；中部为丘陵和平原，是主要农业区；南部为稔平半岛，属沿海丘陵，为渔盐生产基地。
境内河流以东江支流西枝江为主，另有多条小河独流入海；海岸线长214千米，海域广阔，岛屿众多，渔业资源丰富。惠东县属南亚热带季风气候，气温高、雨量充沛。

## 颱風暴雨天氣
2017年颱風苗柏6月12日23時登陸深圳大鹏半岛，在風眼東側的惠東縣受雨雲重擊，县城大岭街道富康路积水深达1.8米，消防發現道路变了湍急河流，路上还有数个旋窝。

## 人口
根據第七次全国人口普查數據，截至2020年11月1日零時，惠東縣常住人口1018076人。

### 古代人口史
惠州與河源市地處嶺南偏遠山區，在唐宋以前，除當地的百越土著（壯族、瑤族、苗人、疍家人、畲族（又特指輋族））和奉皇命「平南」軍隊，是中原漢人甚少涉足之地。據惠陽縣誌（2003）記載，至元末，今惠州所轄縣區共只9545戶45410人。換句話說，每平方公里只有不到1戶5人，基本上乃蠻荒之地。現在惠州與河源市600萬居民的祖先，大都是元末戰亂，明初建立衛所軍制和清初解除海禁令以後大批流入。

### 民族
惠东县的居民以汉族為主，还有畲族等少量的少数民族；惠东的汉族人中，大部分（约85%）属于客家人，其余分别是鶴佬人和军话使用者。
姓氏：
現時全縣共有二百六十一個姓氏，單姓有二百五十九個，這些單姓有的比較稀見，例如刁姓、將姓、陽姓、闕姓等等；複姓有兩個：司徒和歐陽。

## 文化

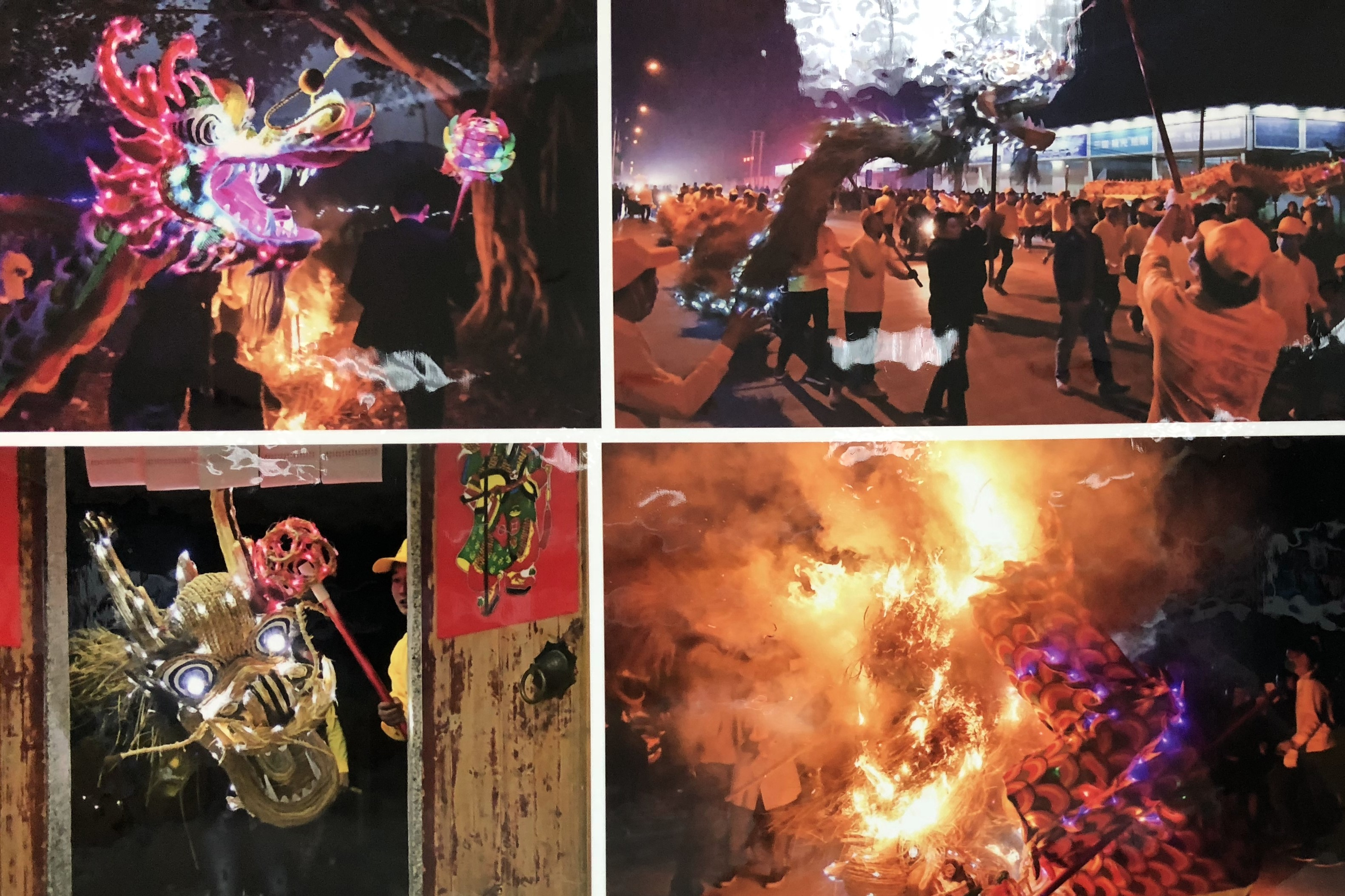
埔仔舞火龙

## 方言
按潘家懿（1999）分法，惠東全縣客家人口佔60%，另有閩南語惠州福佬話（與另一種福佬話——海陸豐話接近但不同）、粵客混合方言（大多是惠州本地話變體），整體分三區：
- 南部稔平半島「沿海片」，鹽洲、黃埠和港口講惠州福佬話；鐵涌以講占米話（粵客混合方言惠州本地話的變體）為主，巽寮講客家話，平海是平海軍聲（地理上可歸為廣東軍聲）、惠州福佬話、占米話各佔三分之一。[6]
- 中部兩枝江「沿江片」，包括多祝、增光、大嶺、梁化、白花、吉隆、稔山七鎮及縣城平山鎮。主要方言是客家話，其次是學佬話和占米話，三者並存。[6]
- 北部「山區片」，包括高潭、馬山、寶口、安墩、新庵、石塘、松坑七個鄉鎮，總人口約十五萬左右。本片除了各別村落講學佬話和占米話外，絕大部分都講客家話。[6]

惠东客家话大多属客家话粤台片新惠小片，与新惠小片代表语惠阳话几乎完全一致。除新惠小片外，惠东部分地区亦流行从揭西等地传入的潮汕客家话，由于潮汕客家话和新惠小片差别较大，潮汕客家话使用者也同时通晓新惠小片客家话。尽管惠东客家人只占85%，低于许多纯客家地区，但是惠东客家话却是本地的强势语言和通用语言。
平海軍聲在惠东是明清时期戍海驻军留下的西南官话方言岛，但受到了广东诸地方语言的影响，分布于平海。

## 经济
在工业方面，制鞋业一直是惠东传统的强势产业。2006年，惠东先后被国家和省有关部门评为“中国女鞋生产基地”、“广东女鞋名城”和“广东省鞋材生产基地。2010年，惠东全县个体私营制鞋企业发展到4800多家，年产鞋6.6亿双，产值143亿元；
近年来以广东省“双转移”发展战略为契机，惠东建立了“珠三角产业转移工业园、中航谟岭工业园、铁涌女鞋基地工业园”等工业园区，发展势头良好。
在农业方面，以种植水稻为主，蔬菜、油料作物等种植业也较有优势。2010年惠东成功发展了13万亩冬种马铃薯、40万亩优质粮、8万亩甜玉米和5万亩优质甘薯生产基地，其中惠东出产的马铃薯还入选了上海世博会的专供食品。
【海洋渔业】是沿海地区的主要经济来源，因靠近大青针岛，鱼获丰富。惠东的海水养殖业也很发达，是广东省六大海洋与渔业大县之一。2010年养殖产量51771吨，产值13.19亿元。

## 旅游

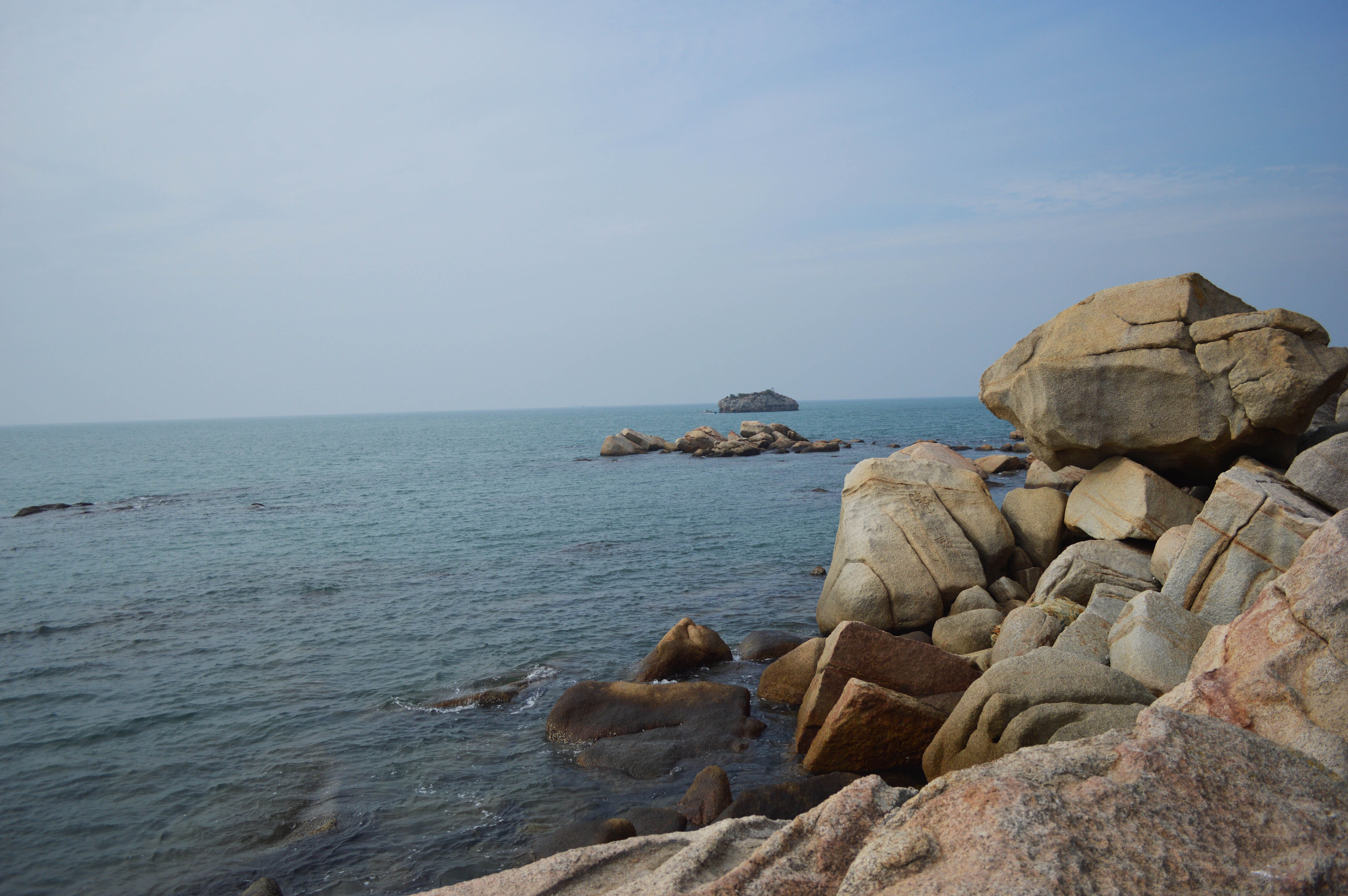
巽寮湾景区

惠东县旅游资源丰富，其境内有全国唯一的海龟自然保护区——惠东港口海龟自然保护区，省级野生动植物自然保护区——古田自然保护区，广东省第三大的白盆珠水库，千年古刹西来庵，以及稔山长沙湾、巽寮湾、双月湾、平海古城、南门海、港口小星山、古炮台、九龙峰祖庙、白盆珠温泉、永记生态园等，其中平海的海滨温泉度假区、巽寮滨海旅游度假区和永记生态园获评国家4A级旅游景区。
盐洲镇是一个民风朴实的小岛镇，附近有多个沙滩可游玩及海鲜供应。还有天然海岸卫士-红树林及白鹭等国家重点保护自然资源观赏。

## 交通
东南距香港水域46海里（约85公里），陆路至深圳市区90公里、至广州市区180公里。

#### 国道
228国道、 236国道、 324国道、

#### 高速公路
深汕高速公路和 潮莞高速公路、
 广惠高速、 惠深沿海高速、

### 铁路
厦深铁路、广汕铁路

### 港口
碧甲港

## 事故
- 2015年惠東縣義烏商品城大火，17死4傷。[7]